# Argentanspets

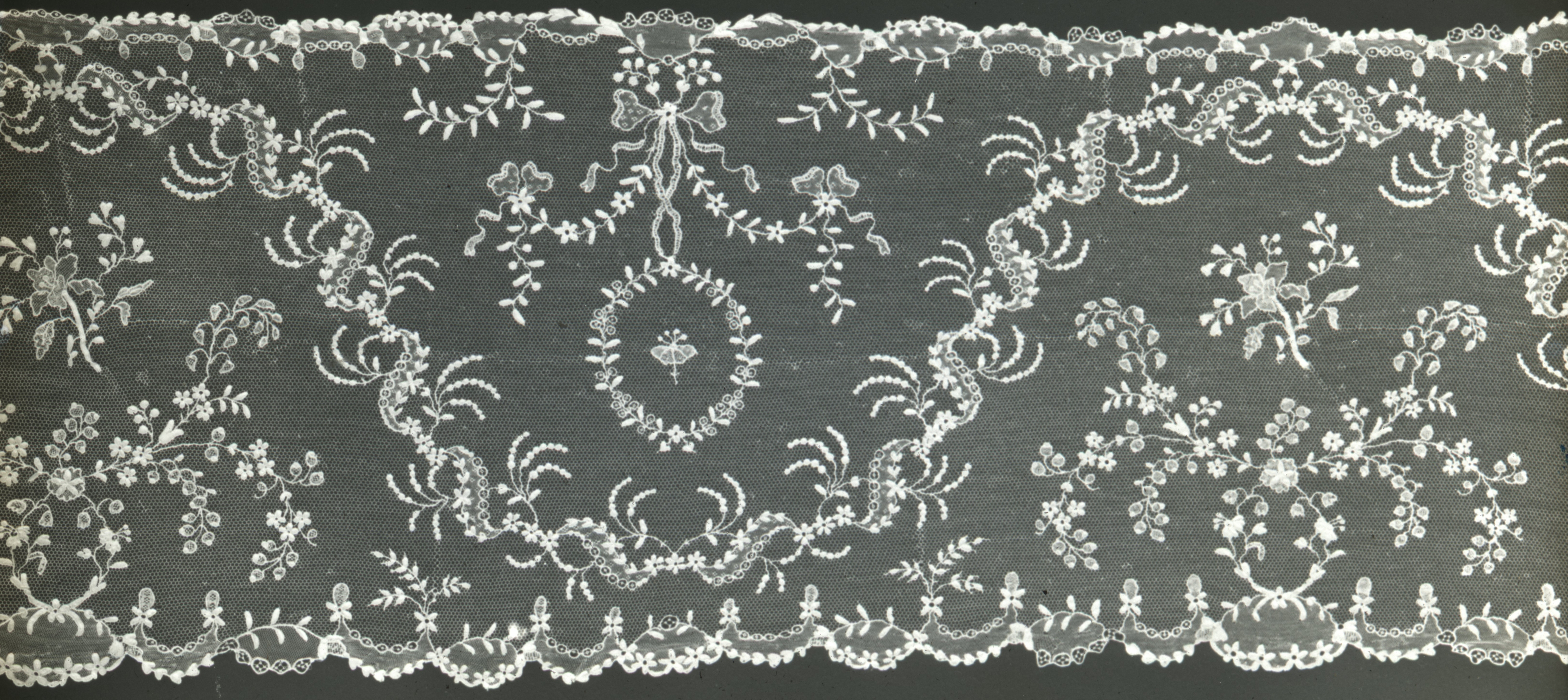
Argentanspets från slutet av 1700-talet.

Argentanspets, sydda spetsar, tillverkade i närheten av staden Argentan i Normandie, Frankrike där spetstillverkningen började 1665. Spetsar härifrån, liksom från övriga spetsproducerande orter i Frankrike gick till 1600-talets slut under namn av point de France. Vid denna tid började spetsarna tilldelas namn efter tillverkningsorten, vilket även gäller argentanspetsen. De är svåra att skilja från alençonspetsar, då det beträffande både teknik och mönster fanns ett intimt samarbete mellan de båda orterna. Av samtiden ansågs argentanspetsen som den förnämare, rikare i både utförande och mönster.